# Liste der Flughäfen in Nepal

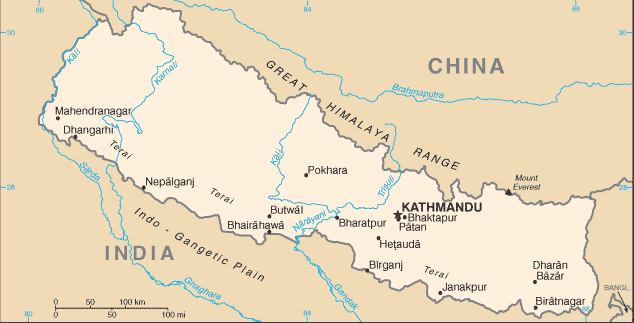
Karte von Nepal

Die ist eine Liste der Flughäfen in Nepal sortiert nach den Städten.
Nepal (Nepali नेपाल), offiziell Demokratische Bundesrepublik Nepal ist ein  Binnenstaat in  Südasien. Es grenzt im Norden an die Volksrepublik China und im Süden, Westen und Osten an die Republik Indien. Nepal ist in 14 Verwaltungszonen (Nepali अञ्चल anchal) unterteilt, welche wiederum in 75 Bezirke (Nepali जिल्ला jilla) aufgeteilt sind. Der einzige internationale Flughafen und somit auch Drehscheibe des Landes ist der Tribhuvan International Airport in der Hauptstadt Kathmandu.

## Flughäfen
Flughäfen, die von der kommerziellen Luftfahrt angeflogen werden, sind fett geschrieben. Flughäfen mit hochgestelltem * im Flughafennamen sind stillgelegt.
| Flughafenname            | Stadt                    | Distrikt      | ICAO | IATA | Koordinaten                  |
| ------------------------ | ------------------------ | ------------- | ---- | ---- | ---------------------------- |
| Flughafen Balewa*        | Baglung                  | Baglung       | VNBL | BGL  | 28° 12′ 46″ N, 83° 39′ 59″ O |
| Flughafen Patan*         | Baitadi                  | Baitadi       | VNBT | BIT  | 29° 27′ 50″ N, 80° 32′ 58″ O |
| Flughafen Bajhang*       | Bajhang                  | Bajhang       | VNBG | BJH  | 29° 32′ 18″ N, 81° 11′ 2″ O  |
| Flughafen Bajura         | Bajura                   | Bajura        | VNBR | BJU  | 29° 30′ 10″ N, 81° 40′ 10″ O |
| Flughafen Bhadrapur      | Bhadrapur / Chandragadhi | Jhapa         | VNCG | BDP  | 26° 34′ 14″ N, 88° 4′ 45″ O  |
| Flughafen Gautam Buddha  | Siddharthanagar          | Rupandehi     | VNBW | BWA  | 27° 30′ 20″ N, 83° 24′ 58″ O |
| Flughafen Bharatpur      | Bharatpur                | Chitwan       | VNBP | BHR  | 27° 40′ 41″ N, 84° 25′ 46″ O |
| Flughafen Bhojpur        | Bhojpur                  | Bhojpur       | VNBJ | BHP  | 27° 8′ 51″ N, 87° 3′ 3″ O    |
| Flughafen Biratnagar     | Biratnagar               | Morang        | VNVT | BIR  | 26° 28′ 53″ N, 87° 15′ 50″ O |
| Flughafen Chaurjahari    | Chaurjahari              | Rukum         | VNCJ | RUK  | 28° 37′ 38″ N, 82° 11′ 36″ O |
| Flughafen Dang           | Tulsipur                 | Dang          | VNDG | DNP  | 28° 6′ 40″ N, 82° 17′ 39″ O  |
| Flughafen Gokuleshwor*   | Darchula                 | Darchula      | VNDL | DAP  | 29° 40′ 9″ N, 80° 32′ 54″ O  |
| Flughafen Dhangadhi      | Dhangadhi                | Kailali       | VNDH | DHI  | 28° 45′ 12″ N, 80° 34′ 55″ O |
| Flughafen Dolpa          | Dolpa                    | Dolpa         | VNDP | DOP  | 28° 59′ 9″ N, 82° 49′ 9″ O   |
| Flughafen Doti*          | Dipayal                  | Doti          | VNDT | SIH  | 29° 15′ 47″ N, 80° 56′ 10″ O |
| Flughafen Palungtar*     | Gorkha                   | Gorkha        | VNGK | GKH  | 28° 2′ 15″ N, 84° 27′ 57″ O  |
| Flughafen Janakpur       | Janakpur                 | Dhanusha      | VNJP | JKR  | 26° 42′ 31″ N, 85° 55′ 20″ O |
| Flughafen Jiri*          | Jiri                     | Dolakha       | VNJI | JIR  | 27° 37′ 45″ N, 86° 13′ 45″ O |
| Flughafen Jomsom         | Jomsom                   | Mustang       | VNJS | JMO  | 28° 46′ 47″ N, 83° 43′ 21″ O |
| Flughafen Jumla          | Chandan Nath             | Jumla         | VNJL | JUM  | 29° 16′ 26″ N, 82° 11′ 23″ O |
| Flughafen Kamal Bazar*   | Kamal Bazar              | Accham        |      |      | 29° 3′ 10″ N, 81° 20′ 34″ O  |
| Flughafen Kangel Danda   | Kangel Danda             | Solukhumbu    | VNKL |      | 27° 24′ 39″ N, 86° 38′ 45″ O |
| Flughafen Kathmandu      | Kathmandu                | Kathmandu     | VNKT | KTM  | 27° 41′ 47″ N, 85° 21′ 32″ O |
| Flughafen Man Maya       | Khanidanda               | Khotang       | VNKD |      | 27° 10′ 52″ N, 86° 46′ 19″ O |
| Flughafen Thamkharka     | Khotang Bazar            | Khotang       | VNTH | TMK  | 27° 2′ 47″ N, 86° 51′ 29″ O  |
| Flughafen Lamidanda      | Lamidanda                | Khotang       | VNLD | LDN  | 27° 15′ 0″ N, 86° 40′ 17″ O  |
| Flughafen Langtang*      | Langtang                 | Rasuwa        | VNLT | LTG  | 28° 11′ 56″ N, 85° 35′ 11″ O |
| Flughafen Lukla          | Lukla                    | Solukhumbu    | VNLK | LUA  | 27° 41′ 16″ N, 86° 43′ 53″ O |
| Flughafen Mahendranagar* | Bhim Datta               | Kanchanpur    | VNMN | XMG  | 28° 57′ 48″ N, 80° 9′ 53″ O  |
| Flughafen Manang         | Manang                   | Manang        | VNMA | NGX  | 28° 57′ 48″ N, 80° 8′ 53″ O  |
| Flughafen Meghauli*      | Meghauli                 | Chitwan       | VNMG | MEY  | 27° 34′ 37″ N, 84° 13′ 42″ O |
| Flughafen Salley         | Musikot                  | Rukum         | VNSL |      | 28° 38′ 14″ N, 82° 26′ 58″ O |
| Flughafen Nepalganj      | Nepalganj                | Banke         | VNNG | KEP  | 28° 6′ 13″ N, 81° 40′ 1″ O   |
| Flughafen Masinechaur    | Pahada                   | Dolpa         | VNMC |      | 29° 3′ 31″ N, 82° 44′ 41″ O  |
| Flughafen Phaplu         | Phaplu                   | Solukhumbu    | VNPL | PPL  | 27° 31′ 5″ N, 86° 35′ 4″ O   |
| Flughafen Pokhara        | Pokhara                  | Kaski         | VNPK | PKR  | 28° 12′ 3″ N, 83° 58′ 55″ O  |
| Flughafen Rajbiraj*      | Rajbiraj                 | Saptari       | VNRB | RJB  | 26° 30′ 30″ N, 86° 44′ 15″ O |
| Flughafen Chaurjahari    | Rukumkot                 | Rukum         | VNCJ | RUK  | 28° 37′ 38″ N, 82° 11′ 39″ O |
| Flughafen Ramechhap      | Manthali                 | Ramechhap     | VNRC | RHP  | 27° 23′ 38″ N, 86° 3′ 41″ O  |
| Flughafen Talcha         | Rara National Park       | Mugu          | VNRR |      | 29° 31′ 18″ N, 82° 8′ 49″ O  |
| Flughafen Rolpa*         | Rolpa                    | Rolpa         | VNRP | RPA  | 28° 16′ 3″ N, 82° 45′ 23″ O  |
| Flughafen Rumjatar       | Rumjatar                 | Okhaldhunga   | VNRT | RUM  | 27° 18′ 13″ N, 86° 33′ 2″ O  |
| Flughafen Sanphebagar*   | Sanphebagar              | Accham        | VNSR | FEB  | 29° 14′ 14″ N, 81° 12′ 55″ O |
| Flughafen Simara         | Simara                   | Bara          | VNSI | SIF  | 27° 9′ 34″ N, 84° 58′ 48″ O  |
| Flughafen Simikot        | Simikot                  | Humla         | VNST | IMK  | 29° 58′ 16″ N, 81° 49′ 8″ O  |
| Flughafen Surkhet        | Birendranagar            | Surkhet       | VNSK | SKH  | 28° 35′ 9″ N, 81° 38′ 7″ O   |
| Flughafen Syangboche*    | Syangboche               | Solukhumbu    | VNSB | SYH  | 27° 48′ 39″ N, 86° 42′ 45″ O |
| Flughafen Taplejung      | Taplejung                | Taplejung     | VNTJ | TPJ  | 27° 21′ 4″ N, 87° 41′ 44″ O  |
| Flughafen Tikapur*       | Tikapur                  | Kailali       | VNTP | TPU  | 28° 31′ 19″ N, 81° 7′ 20″ O  |
| Flughafen Tumlingtar     | Tumlingtar               | Sankhuwasabha | VNTR | TMI  | 27° 18′ 54″ N, 87° 11′ 36″ O |